# Breezin'
Breezin' е албум на джаз и соул китариста Джордж Бенсън. Това представлява дебюта му за Уорнър Брадърс Рекърдс.

## Представяне на пазара
Това е повратната точка в кариерата на Бенсън, маркираща началото на най-благодатния му търговски период. Breezin' се появява начело на Класациите за албуми в категориите Поп, Джаз и Ритъм енд блус. От него се отделят два хит сингъла -- заглавната песен (която се превръща в стандарт за смут джаза) и This Masquerade, която регистрира хит в Топ 10 на попа и ритъм енд блуса. Самият албум е носител на сертификат за троен платинен албум от Асоциацията на звукозаписната индустрия в Америка.
Албумът е носител на множество Грами награди през 1977 г. Той печели „Най-добро поп инструментално изпълнение“ за Бенсън, „Най-добър инжениран албум, извън класическата музика“ за Ал Шмит, както и номинация за „Най-добър албум на годината“ за Томи Липума и Бенсън. This Masquerade спечелва наградата за „Най-добър запис на годината“, както и „Песен на годината“ за Леон Ръсел и „Най-добро поп вокално изпълнение за мъж“ за Бенсън.

## Възприемане от критиката
В едно съвременно ревю за Вилидж Войс, музикалният критик Робърт Крайстгау определя 4-ка (по шестобалната система) и дискредитира по-голямата част от албума като „каша“. В ретроспективно ревю на Ричард С. Жинел от олмюзик, той присъжда три и половина звезди, от общо 5, и твърди, че макар китарата на Бенсън да е „непоколебима и втечнена, както винаги“, Breezin' е „не толкова пробивен албум, а по-скоро албум в момент на преход; китарата е все още в сърцевината на идентичността му.“

## Оригинална версия
Габор Сабо, унгарски джаз китарист, записва оригиналната версия на заглавната песен Breezin' и изразява презрението си за успеха на Бенсън с неговия аранжимент. По стечение на обстоятелствата, Липума е продуцент и на двете версии.
През 2004 г. Дони Озмънд преправя песента като Breeze On By, използвайки оригиналния аранжимент и китарни акорди, но добавя и вокален сегмент.

## Списък на песните
1. Breezin' – 5:40 – (Боби Уомак)
2. This Masquerade – 8:03 – (Леон Ръсел)
3. Six to Four – 5:06 – (Фил Ъпчърч)
4. Affirmation – 7:01 – (Хосе Фелисиано)
5. So this Is Love – 7:03 – (Джордж Бенсън)
6. Lady – 5:49 – (Рони Фостър)

## Персонал
- Джордж Бенсън – китара, вокали
- Хорхе Далто – пиано, клавинет
- Рони Фостър – електрическо пианоо, синтезатор Муг
- Фил Ъпчърч – бас китара
- Ралф Макдоналд – перкусии
- Стенли Банкс – бас китара
- Клаус Оргеман – аранжимент, диригент
- Харви Мейсън – барабани
- Томи Липума – продуцент
- Ноъл Нюболт – ко-продуцент
- Ал Шмит – звукозапис, миксиране